# Muping Hu
Muping Hu (kinesiska: 目平湖) är en sjö i Kina. Den ligger i provinsen Hunan, i den södra delen av landet, omkring 110 kilometer nordväst om provinshuvudstaden Changsha. Trakten runt Muping Hu består till största delen av jordbruksmark.
Genomsnittlig årsnederbörd är 1 680 millimeter. Den regnigaste månaden är maj, med i genomsnitt 312 mm nederbörd, och den torraste är december, med 46 mm nederbörd.